# Чемеровський Юхим Аронович
Чемеровський Юхим (Фелікс) Аронович (Аркадійович) (12 серпня 1950, Київ — 22 лютого 2018, Харків) — режисер, народний артист України, заслужений діяч мистецтв України, почесний громадянин Харкова.

## Діяльність

Могила Фелікса Чемеровського на Другому міському кладовищі Харкова

Юхим Аронович Чемеровський навчався на режисерському факультеті Харківського інституту культури (нині Харківська державна академія культури), який закінчив у 1972 році.
У 1979—1980 рр. створив маленьку агіттрупу, яка з часом перетворилася на  народний драматичний театр.
Зі слів Ю. А. Чемеровського: «Це був потужний час і найпотужніші спектаклі. Я першим в Харкові поставив ₺Останній строк₺ Распутіна. В Україні його забороняли, і мене хотіли прибрати з професії. Але мені пощастило; допоміг випадок. У той день, коли збиралися розбирати моя особиста справа, кажучи: ₺Талановитий режисер, талановитий театр, але не туди йде₺, вийшов указ Верховної Ради СРСР про присвоєння Распутіну Ленінської премії. Після цього я поставив приголомшливий спектакль Ердмана ₺Самовбивця₺, потім — ₺Старий новий клоп₺».
Створив перший в Україні професійний єврейський театр «Унзер винкл», який користувався великим успіхом. Його вистави на міжнародних конкурсах одержували Гран-прі.
В Юхима Ароновича більше 20 років педагогічного стажу, працював в Харківській державній академії культури, доцент.
Автор сценаріїв та головний режисер міських свят, таких як День міста (1995—2013), День захисту дітей (1996—2013), День Незалежності (2000—2011), День Перемоги (1999—2014), а також різноманітних  концертів, урочистих церемоній, фестивалів.
Зі слів Ю. А. Чемеровського: «Я дуже люблю ставити величезні концерти, міські свята. Часи змінюються, і нинішні сценарії відрізняються новою мовою, подачею. Зникла заполітизованість, але найголовніше — зараз інші технічні можливості. На 350-річчя Харкова ми робили парад феєрверків з восьми міст. Це було унікальне видовище! Зараз на міських святах ми можемо встановлювати на площі екрани, створювати фонтани, а на останньому Дні міста зробили грандіозне візуальне шоу на Будинку Рад».

## Нагороди
2004 р. — нагороджено Почесним знаком міського голови «За старанність. 350 років заснування Харкова. 1654—2004».
2009 р. — присвоєно почесне звання «Народний артист України» за вагомий особистий внесок у розвиток культурно-мистецької спадщини України, високу професійну майстерність та активну участь в проведенні Фестивалю мистецтв України.
2009 р. — лауреат регіонального рейтингу «Харків'янин року»
2010 р. — нагороджений відзнакою Харківської облради «Слобожанська слава» за вагомий особистий внесок у розвиток української культури й мистецтва, активну культурно-просвітницьку діяльність і високий професіоналізм.
2010 р.  — нагороджений Почесною грамотою Харківської міської ради за багаторічну плідну працю, високий професіоналізм, вагомий внесок у розвиток культури й мистецтва м. Харкова та з нагоди 60-річчя від дня народження.
2014 р. — присвоєння звання «Почесний громадянин міста Харкова»